# Huiskerk van Qirqbize
De Huiskerk van Qirqbize (Arabisch:  قرقبيزه) of Kirkbize was een Vroeg-Byzantijnse huiskerk in Qirqbize, een voormalige nederzetting in het gebied van de Dode steden in Syrië. De ruïne van de huiskerk is van historisch belang voor de geschiedenis van het vroege christendom omdat het een van de oudst bekende huiskerken is.
Het huis dateert uit de 2e eeuw, maar kent ook uitbreidingen uit de 4e, 5e en 6e eeuw. In de 7e eeuw werd Qirqbize verlaten en sinds die tijd is het een ruïne.